# A Room with a View (película de 1985)
A Room with a View es un filme británico de 1985, dirigido por James Ivory. Protagonizado por Maggie Smith, Denholm Elliott, Helena Bonham Carter, Julian Sands, Simon Callow, Judi Dench y Daniel Day-Lewis en los papeles principales. Basado en la novela homónima, de E. M. Forster.
Fue galardonado con numerosos premios cinematográficos estadounidenses y europeos.

## Argumento
En 1907, la joven británica Lucy Honeychurch y su acompañante y prima solterona Charlotte Bartlett pasan unas vacaciones en Florencia, Italia, donde se alojan en la Pensione Bertolini. Están decepcionadas porque sus habitaciones no tienen vistas al río Arno, como habían sido prometidas. En la cena se encuentran con otros invitados ingleses: el reverendo señor Beebe; dos hermanas solteronas mayores, las señoritas Alan; la autora romántica Eleanor Lavish; el librepensador Sr. Emerson; y su tranquilo y apuesto hijo George.
Al enterarse de la decepción de Charlotte y Lucy por no tener vista al río, el Sr. Emerson y George se ofrecen a intercambiar habitaciones, aunque Charlotte considera la sugerencia poco delicada. El Sr. Beebe media y se realiza el cambio. Al día siguiente, mientras recorre la Piazza della Signoria, Lucy es testigo de cómo un hombre local es brutalmente apuñalado y asesinado. Lucy se desmaya y aparece George Emerson para ayudarla. Cuando Lucy se recupera, los dos tienen una breve conversación sin supervisión antes de regresar a la pensión.
Más tarde, Charlotte, Lucy y los Emerson se unen a otros turistas británicos en una excursión a la campiña de Fiesole. El conductor del carruaje se besa con su novia, sentada a su lado, lo que molesta al reverendo Eager, quien insiste en que la novia se baje del carruaje en medio del campo. Deseando participar en chismes inadecuados para Lucy, Charlotte y Miss Lavish la animan a salir a pasear; Lucy va a buscar al señor Beebe. El conductor italiano, posiblemente malinterpretando el incómodo italiano de Lucy o posiblemente jugando a Cupido, la lleva a donde George Emerson está admirando la vista desde una ladera. Al ver a Lucy viniendo por un campo de amapolas, George de repente la abraza y la besa apasionadamente. Charlotte aparece e interviene. Preocupada de que la madre de Lucy la considere una acompañante inadecuada, Charlotte le hace jurar a Lucy que guardará el secreto y acorta el viaje.
Al regresar a Surrey, Inglaterra, Lucy no le dice nada a su madre sobre el incidente y finge olvidarlo. Pronto se compromete con Cecil Vyse, un hombre rico y socialmente prominente que es frío, arrogante, y pretencioso. Cecil ama a Lucy, pero él y su madre consideran a la familia Honeychurch sus inferiores sociales, lo que ofende a la señora Honeychurch. 
Lucy se entera de que el Sr. Emerson se mudará a la villa alquilada de Sir Harry Otway y que George visitará los fines de semana. Lucy tenía la intención de que las dos señoritas Alan vivieran allí y se enfada con Cecil al enterarse de que, a través de un encuentro casual con los Emerson en Londres, Cecil les recomendó la villa. Cecil proclama que su motivo era molestar a Sir Harry, a quien considera un snob; está seguro que Harry encontrará a los Emerson "demasiado comunes".
La presencia de George trastorna la vida de Lucy y sus sentimientos reprimidos por él se manifiestan. Cecil, su prometido, le pide permiso para besarla, haciéndolo con torpeza. El comentario pronto después de Lucy de que las personas que conoció en Italia eran “extraordinarias” invita a una comparación con el beso apasionado improvisado que recibió de George. Mientras tanto, el hermano de Lucy, Freddy, se hace amigo de George. Freddy invita a George a jugar tenis en Windy Corner, la casa de Honeychurch. En esa ocasión, Cecil lee la última novela de Miss Lavish ambientada en Italia. Mientras Cecil les lee burlonamente en voz alta a Lucy y George, ellos reconocen una escena idéntica a su encuentro en el campo de amapolas en Fiesole. Cecil, todavía leyendo, no se da cuenta cuando George besa apasionadamente a Lucy en el jardín. Lucy se enfrenta a Charlotte, quien admite haberle contado a Miss Lavish sobre el beso en el campo de amapolas, que luego lo utilizó en su historia. Lucy le ordena a George que abandone Windy Corner y que nunca regrese. George responde que Cecil la ve sólo como una posesión y nunca la amará por sí misma, como lo haría él. Lucy parece impasible, pero poco después termina su compromiso con Cecil, diciendo que son incompatibles.
Para escapar de las consecuencias resultantes, Lucy hace arreglos para viajar a Grecia con las señoritas Alan. George, incapaz de estar cerca de Lucy, hace arreglos para que su padre se mude a Londres, sin saber que Lucy ya no está comprometida. Cuando Lucy llama a la casa del Sr. Beebe para buscar a Charlotte, el Sr. Emerson, quien casualmente se encuentra allí, la confronta. Finalmente Lucy admite sus verdaderos sentimientos por George.
Al final, los recién casados George y Lucy pasan su luna de miel en la pensión italiana donde se conocieron, en la habitación con vistas al Duomo de Florencia.

## Reparto
| Actor                | Personaje               |
| -------------------- | ----------------------- |
| Maggie Smith         | Charlotte Bartlett      |
| Denholm Elliott      | Señor Emerson           |
| Helena Bonham Carter | Lucy Honeychurch        |
| Julian Sands         | George Emerson          |
| Simon Callow         | Reverendo Beebe         |
| Judi Dench           | Eleanor Lavish          |
| Patrick Godfrey      | Reverendo Eager         |
| Fabia Drake          | Señorita Catharine Alan |
| Joan Henley          | Señorita Teresa Alan    |
| Amanda Walker        | La "Signora cockney"    |
| Daniel Day-Lewis     | Cecil Vyse              |
| Maria Britneva       | Señora Vyse             |
| Rosemary Leach       | Señora Honeychurch      |
| Rupert Graves        | Freddy Honeychurch      |
| Peter Cellier        | Sir Harry Otway         |
| Mia Fothergill       | Minnie Beebe            |

## Comentarios
Aprovechando el éxito de Pasaje a la India (David Lean, 1984), James Ivory emprendió una nueva adaptación de una novela de E. M. Forster (Edward Morgan Foster). Como aquella, la novela Una habitación con vista es ante todo la historia de una joven que despierta al mundo y que termina por asumir sus propios anhelos más íntimos, tras engañarse tanto a sí misma como a la sociedad que la rodea.
Los planos de las estatuas que jalonan la plaza de la Señoría expresan esa turbación que Lucy empieza a sentir en su interior, preconizando tanto un sentimiento de violencia interior que padece (cf. la llegada de Lucy a la plaza provoca en ella unos deseos contra los que lucha debido a su educación), como exterior: se produce una pelea en la plaza y se caen a continuación unas hojas al río.
Ese sentimiento tropieza con la opinión de su familia que condiciona los actos de Lucy. Como indica Vicente Molina Foix en El cine estilográfico, la elección del aria O mio babbino caro (Puccini) sugiere, en efecto, que una damisela debe pedir permiso a su querido papaíto para poderse casar. Algo que, en su fuero interno, Lucy no puede aceptar y que le hará experimentar un proceso hacia la madurez obligándose a tomar sus propias decisiones vitales.
Para narrar dicha transformación, Ivory y su equipo dotó a la película de un cierto aire de "pieza de cámara", alambicada, cuya estructura va atrapando a unos personajes replegados sobre sí mismos y que solo alcanzan algo de felicidad cuando se encuentran en la naturaleza: en ella Lucy y George se besan por primera vez; George y el hermano de Lucy, Freddy, juegan desnudos en un lago de manera jovial.
Una habitación con vistas, rodada con muy poco presupuesto, se convirtió en la película más rentable de un James Ivory que aprovechó la novela de Forster para tratar uno de sus temas más queridos: la confrontación de culturas opuestas (la rígida inglesa y la alegre y apasionada italiana).

## Premios
En Estados Unidos
- Premio Oscar 1987: a la mejor dirección de arte/ escenografía (Gianni Quaranta, Brian Ackland-Snow, Brian Savegar, Elio Altramura).
- Premio Oscar 1987: al mejor diseño de vestuario (Jenny Beavan y John Bright).
- Premio Oscar 1987: al mejor guion (Ruth Prawer Jhabvala).
- Premio Globo de Oro 1987: a la actuación más destacada de una actriz en un papel secundario - cine (Maggie Smith).
- Premio NYFCC 1986: a la mejor fotografía (Tony Pierce-Roberts).
- Premio NYFCC 1986: al mejor actor secundario (Daniel Day-Lewis).
- Premio National Board of Review 1986: a la mejor película.
- Premio National Board of Review 1986: al mejor actor secundario (Daniel Day-Lewis).
- Premio Writers Guild of America 1987: al mejor guion – cine (Ruth Prawer Jhabvala).
- Premio Kansas City Film Critics Circle 1987: al mejor actor secundario (Denholm Elliott).
- Premio Kansas City Film Critics Circle 1987: a la mejor actriz secundaria (Maggie Smith).
- Premio Independent Spirit Awards 1987: Distinción especial.

En Europa
- Premio BAFTA 1987: a la mejor actriz (Maggie Smith).
- Premio BAFTA 1987: a la mejor actriz secundaria (Judi Dench).
- Premio BAFTA 1987: al mejor vestuario (Jenny Beavan y John Bright).
- Premio BAFTA 1987: a la mejor película (Ismail Merchant y James Ivory).
- Premio BAFTA 1987: al mejor diseño de producción  (Gianni Quaranta y Brian Ackland-Snow).
- Premio London Critics Circle Film Awards 1987 : a la película del año.
- Premio David di Donatello 1987: al mejor director extranjero (James Ivory).
- Premio David di Donatello 1987. A la mejor película extranjera (James Ivory).
- Premios Sant Jordi de Cine 1987: a la mejor película extranjera (James Ivory).
- Premio Guild of German Art House Cinemas - Oro 1988: a la mejor película extranjera.

- Datos: Q203574